# Szumasz
Szumasz (ros. Шумашь) – wieś (sieło) w Rosji, w obwodzie riazańskim, w rejonie riazańskim. W 2010 liczyła 1056 mieszkańców.